# Pavelić i Stepinac
Pavelić i Stepinac knjiga je Ivana Mužića objavljena 1991. godine.

## Sadržaj knjige
Knjiga sadrži predgovor i tri poglavlja, te priloge. Usprkos naslovu, nije riječ o sustavnom proučavanju odnosa između Ante Pavelića i Alojzija Stepinca. Osnovu knjige čine dva rada: Ante Pavelić i pravoslavlje i Alojzije Stepinac i hrvatska država.
Poglavlja: 
- Ante Pavelić i pravoslavlje
- Alojzije Stepinac i hrvatska država
- Ideje Zapada i Istoka u Hrvata (Pogovor)

Prilozi:
- Moja sjećanja od god. 1914. do god. 1918. (Ambrozije Benković)
- Mandićevo svjedočanstvo o odnosu Katoličke crkve u Hrvatskoj prema državi Jugoslaviji
- Istina o tobožnjem prekrštavanju pravoslavnih (Ante Pavelić)
- Poslanica Hrvatskoga katoličkog episkopata od 24. ožujka 1945.
- Pastirsko pismo do 20. rujna god. 1945.

Već u prvoj rečenici predgovora Mužić spominje masone, koji su glavna tema njegovog povjesničarskog rada i polemičke aktivnosti (knjiga Masonstvo u Hrvata). Masoni u Francuskoj i Velikoj Britaniji i dr. su po Mužiću krivci za stvaranje umjetne tvorevine Jugoslavije.

## Ante Pavelić i pravoslavlje
Paveliću nije bila simpatična Katolička crkva. »Prema njemu, Hrvati zbog pripadnosti rimskoj Crkvi nisu imali važnog oslonca u vlastitoj nacionalnoj crkvi.« (str. 21)
Mužić tvrdi da Pavelić nikad nije bio ni fašist ni nacionalsocijalist, niti »veliki pristaša rasističke doktrine« (str. 26); međutim navodi citate, koji zvuče vrlo rasistički. Pavelić je 1930-ih pisao da su hrvatski dinarci biološki jači, pa zato i državotvorniji od panonaca, zagoraca i mediteranaca; ljudi iz Zagreba mlitavi su i zato nedorasli teretima »užasne i beznadne borbe za hrvatsku državu«, umjesto čega su skloni nagodbama i sporazumima. (str. 28-29) 
(Pavelićeva teza o prednosti dinaraca nije originalna: preuzeo ju je od zastupnika integralnog jugoslavenstva kao što je Jovan Cvijić, koji su hvalili "dinarsku rasu". Oni su smatrali da su Srbi i Hrvati etnički jedinstveni, ali kod Srba Dinarci čine oko 90 posto naroda (ostali su "panonski" Srbi u Vojvodini i Slavoniji), a kod Hrvata samo oko polovine.)
Mužić tvrdi da su progoni Srba u NDH bili samo reakcija na srpsku pobunu. Prvu pobunu protiv NDH započeli su četnički elementi koji su pripadali ostacima poražene starojugoslavenske vojske. Četnici su pod vodstvom oficira jugoslavenske vojske u Srijemskoj Mitrovici već 8. travnja 1941. počeli, bez ikakva povoda, sustavno ubijati Hrvate. Isto se dogodilo u Čapljini, oko Mostara i po drugim dijelovima Hercegovine 13, 14. i 15. travnja 1941. (str.33) Ovi podaci preneseni su uglavnom iz materijala koji su objavljivani za vrijeme NDH. 
Mužić zanemaruje da se u to doba još vodio rat protiv agresora (Njemačke, Italije, Mađarske i Bugarske): postojali su Kraljevina Jugoslavija i njena vojska (kapitulacija je potpisana 17. travnja), pa su oni koji su proglasili NDH bili pobunjenici, a ne oni, koji su im se suprotstavljali. Moguće je naravno dokazivati da je ta pobuna bila opravdana.
Na pobune četnika ustaška vlast odgovarala je s istom okrutnošću. Pavelić u jednom tekstu objavljenom 1953. piše kako su srbski četnici i srbokomunisti nametnuli guerillu, pa su i hrvatske vlasti znale oštro reagirati na napadaje iz busije, atentate itd. (str.35)
Akciju prijelaza Srba na katoličanstvo omeli su, među ostalim razlozima, zločini nad prijelaznicima, kojima su se služili osobito "divlji ustaše". (str. 44)
Prema jednom izvještaju njemačkog poslanstva iz Zagreba od 24. travnja 1942. izaslanik Svete stolice opat Marcone smatrao je da je stvaranje Hrvatske pravoslavne crkve protukatolička akcija. (str. 49)
Različite ocjene o posljedicama osnivanja HPC: da li je "omela" daljnje proganjanje pravoslavaca, ili nije imala bitnog utjecaja. (Str. 52-54) Teške unutarnje prilike diktirale su preokret prema pravoslavnima, pa su primani u domobranstvo; bila su i dva generala pravoslavca, a u vladi ministar dr. Savo Besarović. Oko 3000 pravoslavaca pušteno je iz logora i zatvora. Međutim, nisu bili izjednačeni u pravima i dužnostima s ostalim građanima. (str. 53-54)

## Alojzije Stepinac i hrvatska država
Stepinac 1935. piše da najveća opasnost nisu nacizam ni borba između Srba i Hrvata, nego boljševizam. (str. 66) Godine 1934. piše da u Jugoslaviji vlada masonerija, ta »paklena družba, leglo nemorala«; masonska i liberalna štampa šire nemoral i bezvjerstvo. (str. 67) Kasnije, 1938., govori s odvratnošću o nacizmu kao oživljavanju »starog poganstva«. (str. 69)
Okružnica Stepinca kleru od 28. travnja 1941. »Moramo svuda upozoravati i učiti, da sveti zanos i plemenito oduševljenje u izgrađivanju temelja mlade Države Hrvatske budu nadahnuti strahom Božhjim i ljubavlju za Božji zakon i njegove zapovijedi.« (str.71)
Stepinac je istupao kao opozicija ustaškom režimu, »ali je, dakako, i tada znao da je smrtna opasnost za Katoličku crkvu i hrvatski narod komunizam. To je on svakom prilikom isticao.« (str. 79) Ali procjenjuje da su četnici još opasniji od komunista, jer komunisti će ubijati svećenike i inteligenciju, a četnici neće ostaviti ni hrvatsko dijete u kolijevci. Gleise von Horstenau u listopadu 1943. bilježi kako je Stepinac odbio zahtjev šefa ustaške propagande da svećenici moraju u svojim propovijedima govoriti protiv komunizma. (str. 79-80)

### Traženo otcjepljenje od Vatikana?
Mužić inzistira na tome da je Tito tražio od Stepinca otcjepljenje od Vatikana, što su »dugo i jednodušno željeli velikosrbi, masoni i komunisti«. (str. 91) Međutim, citati koje on i drugi koji to tvrde donose nisu dovoljni dokaz. Tako se izjava Jakova Blaževića, da je cilj bio odvojiti katoličku crkvu u Hrvatskoj od kompromitiranog fašističkog pape Pija XII, može shvatiti kao zahtjev za distanciranjem od djelovanja pape koji je tada bio snažno napadan za suradnju i mlakost prema fašizmu i nacizmu (kontroverza koja se i do danas nastavlja), a ne kao zahtjev za stvarno otcjepljenje nacionalne crkve; Tito je bio pragmatičar i izgleda nevjerojatno da bi s takvim zahtjevom uopće izašao. Za biskupe i svećenike je naravno svaka kritika pape ipak bila nemoguća.
Tito je po jednom svjedočenju (Benigar) krajem 1949. primio delegaciju tzv. narodnih svećenika i rekao im »Zašto se ne biste vi odijelili od Rima kao što smo se mi od Moskve?« Ne navodi izvor. (str. 92) Država potiče stvaranje katoličkih (svećenićkih) društava kao što je Ćirilometodsko društvo. Hrvatski katolički episkopat 26. travnja 1950. izdao zabranu "Non Expedit" protiv stvaranja tih društava. (str. 92-93) Stepinac je taj postupak usporedio s onima za vrijeme Francuske revolucije, za Henrika VIII idr. »Ide se za otcjepljenjem od Rima. (…) Iza toga će siliti u pravoslavlje, a s time će nestati i Hrvatskog Naroda.« (Benigar, str. 704) Ćirilometodsko društvo je »čista izraslina pakla« (Benigar str. 200) (str. 93)

## Pavelićeva "Istina o tobožnjem prekrštavanju pravoslavnih"
Pavelić u ovom tekstu (objavljen kao poglavlje u drugoj knjizi njegovih memoara Doživljaji piše o golemoj ljubavi koju je narod za njega osjećao, u čemu ni pravoslavci nisu bili izuzetak. Jednog dana došla mu deputacija 50-ak seljaka iz okolice Sunje, koji insitiraju, da žele preći na katoličku vjeru, što je njega strašno iznenadilo, jer on nije mislio da će se takvim stvarima trebati baviti. (Str 133-134)
Može biti da je Pavelić u svojoj drugoj emigraciji samog sebe u to uvjerio; međutim o tome što se stvarno događalo ne zna se mnogo. (Vidi članak Srbi u NDH.)